# Le Clot Raffin
Le Clot Raffin est un hameau d'estive situé en dessus du village du Chazelet, commune de La Grave dans les Hautes-Alpes. Il se trouve à 1 820 m d’altitude dans la Vallée de la Romanche en Oisans. 
À l’origine, seules quelques familles du Chazelet étaient présentes dans le hameau en été, les autres habitations étant en ruines ou inhabitables. Depuis, au fil des ans, toutes les maisons ont été restaurées et sont désormais habitées en période estivale par une dizaine de voisins autour desquels la vie s’organise.

## Géographie

### Localisation

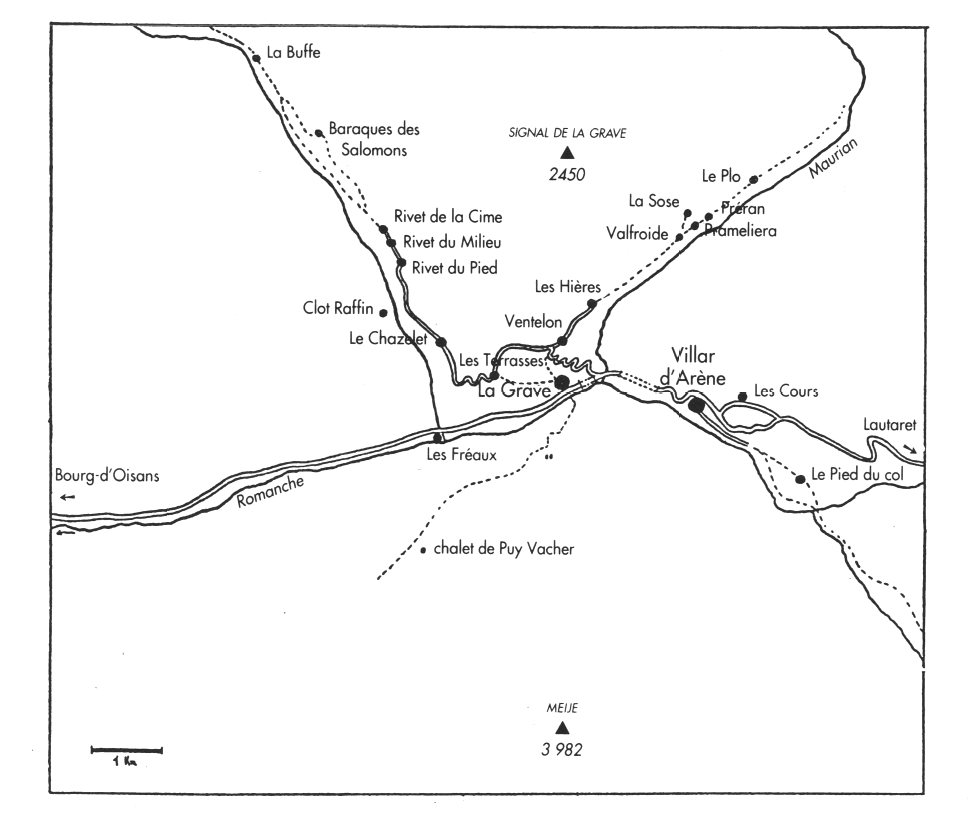
Schéma de la géographie du Clot Raffin et ses alentours

Le Clot Raffin se situe à environ 2,5 km au nord ouest de La Grave à vol d'oiseau. On le retrouve à 1 820 m d'altitude, dans le val est du plateau d'Emparis, qui s'élève au nord de la vallée de la Romanche. 
Le hameau est entouré de trois torrents notables qui se jettent plus loin dans la rivière de la Romanche : le Torrent du Gâ, le Torrent de Forette et le Torrent de la Chezalette. 

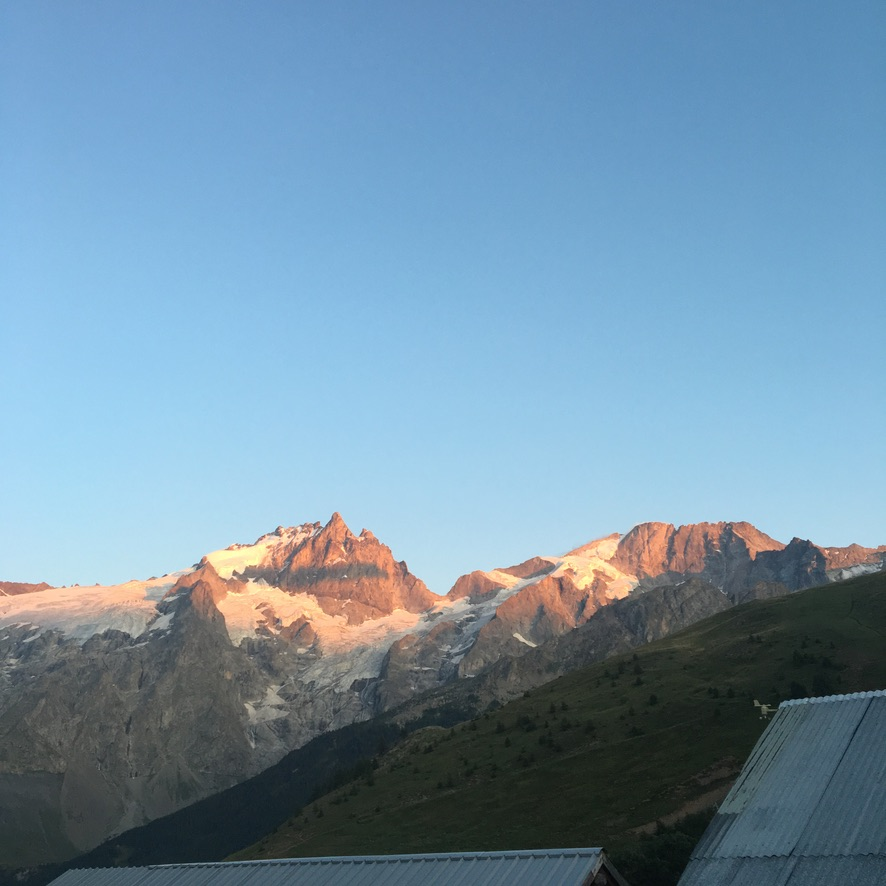
Vue panoramique depuis le hameau du Clot Raffin sur le sommet de la Meije et du Râteau

Depuis le Hameau du Clot Raffin, en regardant au sud, nous voyons s'élever le sommet de la Meije, qui culmine à 3 982 m d'altitude ainsi que celui du Râteau à 3809 m d'altitude. 

### Accès
Il n'est possible de se rendre dans le hameau que par voie pédestre, même si en cas d'urgence un véhicule adapté peut y accéder par le sud (type tracteur ou 4x4). Les habitants et visiteurs du hameau peuvent donc laisser leur véhicule sur un parking au pied de la montagne et monter à pied. Pour faciliter les flux matériels entre la vallée et le hameau, un treuil est mis en service depuis 1985. Installé entre le parking cité plus haut et l'entrée du hameau, il est long d'environ 240 m et permet aux habitants et visiteurs de monter leurs bagages lourds et leur nourriture plus simplement.  
De plus, cet endroit est souvent traversé par des randonneurs, car beaucoup de sentiers environnent le hameau. Il y a notamment le GR 54 qui passe à quelque mètres du Clot Raffin, ainsi que la randonnée des lacs du Plateau d'Emparis.

## Aménagements
- Construction d'un treuil motorisé par l'association Loisirs-Montagne entre 1982 et 1985 partant du départ du chemin pédestre jusqu'à l'entrée du hameau. L'objectif de cet aménagement est de pouvoir monter plus facilement et plus rapidement des provisions alimentaires et des bagages lors de séjours. Il fonctionne grâce à un groupe électrogène et a été rénové en 2016. Cet aménagement est certes privé mais il permet à d'autres propriétaires composant le hameau de l'utiliser, de façon occasionnelle à condition d'être adhérent à l'association.
- Accès à l'eau : captage aménagé depuis une source se situant environ 150 m au-dessus du hameau. C'est un aménagement privé toutefois géré collectivement par les 7 propriétaires composant le hameau.
- Assainissement : il est individuel. Le chalet de l'association Loisirs-Montagne, par exemple, est équipé d'une fosse septique depuis une dizaine d'années. Pour vérifier que la réglementation sur les rejets étaient respectée, le hameau a d'ailleurs été contacté récemment par le SPANC, qui n'a détecté aucun souci mais pointe du doigt le besoin d'améliorer les aménagements d'assainissement dans les années à venir.
- Accès à l'électricité :  le hameau ne possède pas de source d'électricité commune. Mais récemment, les différents propriétaires se sont mis d'accord pour demander aux services publics d'installer un réseau électrique dans le hameau. Il devrait être en place d'ici fin juin 2021. 
- Courrier postal : même si une boîte aux lettres avait été mise en place pour recevoir le courrier de l'association Loisirs-Montagne, elle a été rapidement retirée car les services postaux ne pouvaient pas toujours accéder à la piste en aval du hameau et les propriétaires de la boîte aux lettres ne relevaient pas le courrier assez régulièrement.

## Repères historiques

### 1929
Le hameau est habité uniquement l'été et seulement par des familles du village du Chazelet. Un moulin hydraulique est encore en fonction au Clot Raffin. « Actuellement abandonné l’hiver, mais ayant conservé chapelle et moulin ».
En effet, la présence de ce moulin permettait l'utilisation d'énergie hydroélectrique, développée par l'industrie de la houille blanche à cette époque.

### 1958
Achat et aménagement d'un chalet au Clot Raffin par un groupement de parents d'élèves de la ville de Saint-Quentin. Cette acquisition s'est faite par le biais du Père Lesage, organisateur de camps de vacances pour les jeunes avec la Jeunesse Etudiante Chrétienne (J.E.C). La première Assemblée Générale officielle de l'association se déroule en 1969 et de celle-ci découle trois idées fortes représentant l'état d'esprit de cet organisme : la découverte de la montagne et de l'alpinisme, la découverte des hauts montagnards du Chazelet et de Champoléon et l'apprentissage à la vie en communauté.

### 1972
Mise en place de chantiers de jeunes au Clot Raffin pour toucher un nouveau public, avec la J.E.C et l'association Concordia.

### 1974
Le 18 mai, l'association des parents d'élèves cède leur chalet à l'association Loisirs-Montagne créée le 29 juin 1969. Les camps de vacances continuent avec cette association, et ceux-ci accueillent environ 300 jeunes chaque été. 